# Chiesa di Sant'Eufemia (Ravenna)
La chiesa di Sant'Eufemia è una chiesa della città di Ravenna, situata in via Barbiani, nel centro della città.

## Storia
La chiesa fu progettata dallo stesso architetto che disegnò il duomo di Ravenna, Giovan Francesco Buonamici. L'edificio fu costruito sulle fondamenta di un precedente tempio paleocristiano a tre navate, suddivise da due file di sei colonne, del quale però non è nota la data di costruzione.
Secondo la leggenda qui sorse il primo luogo di culto ravennate. Vi è un piccolo pozzo nella sagrestia della chiesa che riporta:
(Iscrizione del XVIII secolo)
La dedica a sant'Eufemia deriva dalla vicenda secondo cui sant'Apollinare, in viaggio ad Aquileia, ottenne il corpo della giovane appena morta come reliquia. Nel 1686 all'interno della chiesa furono rinvenute reliquie appartenute alla santa e a sant'Agata che furono poste in un piccolo sarcofago sull'altare.

## Descrizione

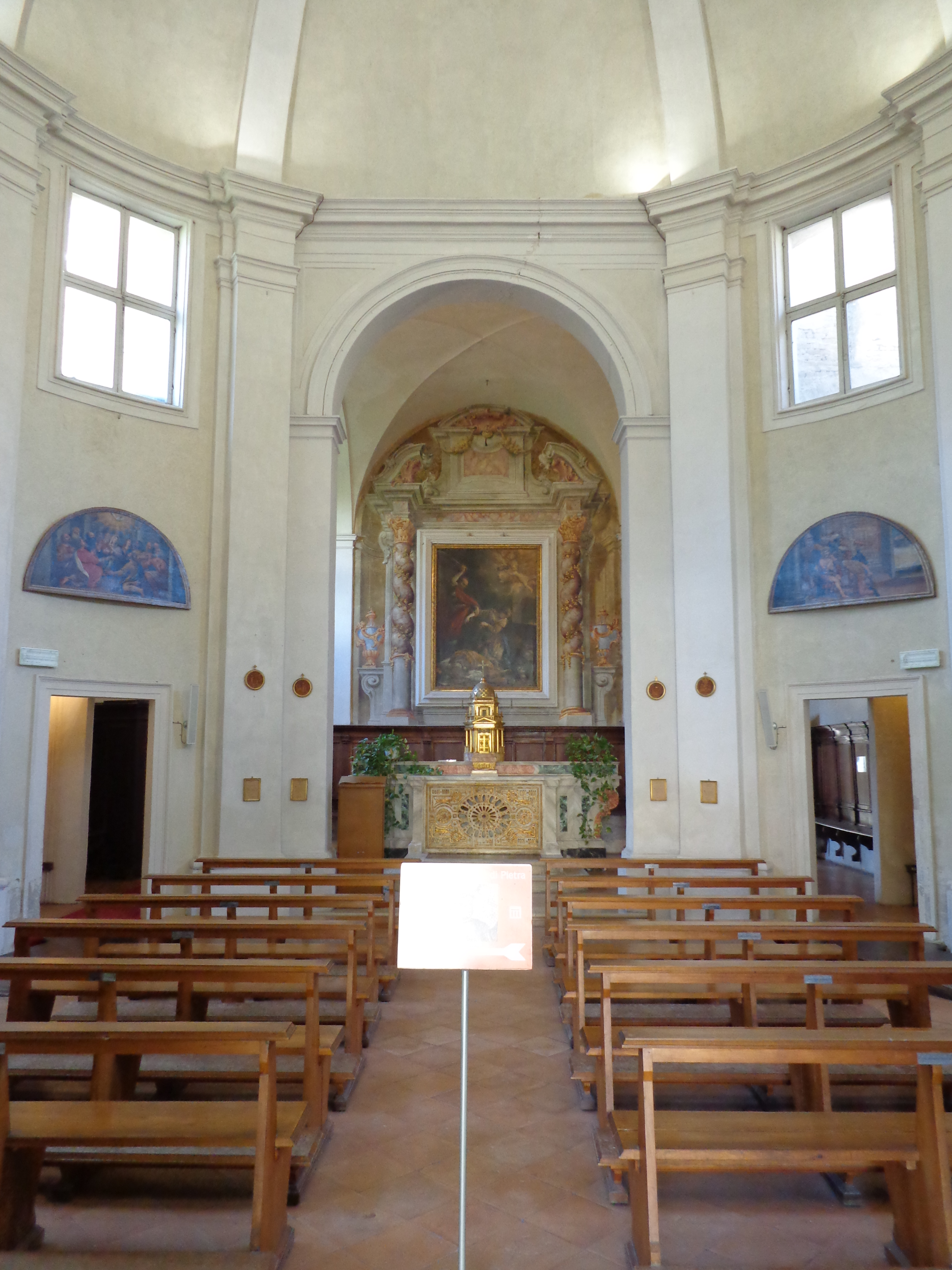
Interno della chiesa

L'ingresso della chiesa è preceduto da piccolo spazio verde racchiuso da una cancellata in ferro, alzata a inizio Novecento. L'edificio è a pianta centrale e presenta tre altari, uno principale e due laterali. Il coro è posto dietro l'altare maggiore dove è anche presente un quadro del pittore Antonio Burrini che raffigura la morte della santa a cui è dedicata la chiesa. Sempre nel coro, a destra, vi è il quadro sant'Apollinare che battezza il tribuno di Andrea Barbiani. Nell'altare di sinistra invece è presente l'Annunciazione di Giovanni Capaci dipinto nel 1747. In quello di destra c'è il quadro la Visitazione.
La chiesa presenta anche un campaniletto, nel quale è collocata una campana del 1358.
Da ottobre 2002 l'edificio costituisce l'ingresso al sito archeologico chiamato Domus dei Tappeti di Pietra che si trova a 3 metri sotto il livello stradale nella zona retrostante la chiesa.